# Успенский собор (Махачкала)
Свято-Успенский кафедральный собор (до 1945 года — храм Моздокской иконы Божией Матери) — православный храм в городе Махачкала в Дагестане, кафедральный собор Махачкалинской епархии Русской православной церкви.

## История создания
Первый храм на месте нынешнего был построен ещё в 1890 году. Он был деревянным и был построен на средства жителей пристанционного посёлка Петровск-Кавказский (ныне Махачкала 1-я).
В 1905 году началось возведение каменного храма, на строительство которого император Николай II выделил 1000 рублей. Строительство было закончено через год, 25 февраля 1906 года. Церковь была освящена в честь Моздокского списка Иверской иконы Божьей матери — покровительницы Кавказа.
Первым настоятелем храма был Афанасий Алибеков, он принимал активное участие в строительстве храма: собирал с прихожан деньги на строительство, следил за работой армянских каменщиков, возводивших стены церкви.
После революции церковь была закрыта, а в её помещении в разные годы располагались склад и магазин. Богослужения были возобновлены только в 1943 году. В 1945 году храм освятили в честь праздника Успения Пресвятой Богородицы.
В 1969 году по благословению Патриарха Алексия I в храм был передан иконостас из храма Святого Архангела Гавриила (Меншикова башня), что расположен в Москве в Архангельском переулке.
В 1988 году здание храма было взято под охрану государства как памятник местного значения.

## Современный период
В связи с оттоком русского населения из Дагестана, наблюдается значительное уменьшение количества прихожан. 2 июня 2000 года храм получил статус кафедрального. В 2004 году для расширения площади собора к нему пристроили придел, освящённый в честь святого Александра Невского.
В 2005 году по решению главы администрации Махачкалы Саида Амирова была начата реставрация храма. Заново расписаны свод и стены собора, восстановлен иконостас. Всю внутреннюю роспись храма проводили местные художники под руководством заслуженного художника России Абдулзагира Мусаева.
В 2012 году в связи с образованием самостоятельной Махачкалинской епархии, собор стал кафедрой её епископа Варлаама (Пономарёва).
Более 30 лет, до февраля 2013 года, настоятелем Свято-Успенского собора был митрофорный протоиерей Николай Стенечкин. Он является автором формы иконостаса реставрированного храма. В январе 2013 года архиепископ Зосима (Остапенко) вручил протоиерею Николаю Стенечкину архиерейскую грамоту «За вклад в укрепление Православия в Республике Дагестан и многолетнее пастырское служение».
23 июня 2024 года подвергся нападению террористов.

## Клир
Клирики: иерей Павел Каликин — ключарь собора, иерей Сергий Абасов, иерей Александр Дроздов, иерей Владимир Фильчаков, иерей Рустик Корнейчик, диакон Лазарь (Тарасов), диакон Вадим Тябликов, диакон Сергий Белявский, диакон Николай Абрямян

## Реликвии
13 января 2014 года в храм были переданы копии Даров волхвов из монастыря Святого Павла на горе Афон.